# جون ديكسون (لاعب كريكت)
جون ديكسون (3 مارس 1954 - )  (بالإنجليزية: John Dixon)‏ هو لاعب كريكت بريطاني.